# Alexander van der Capellen

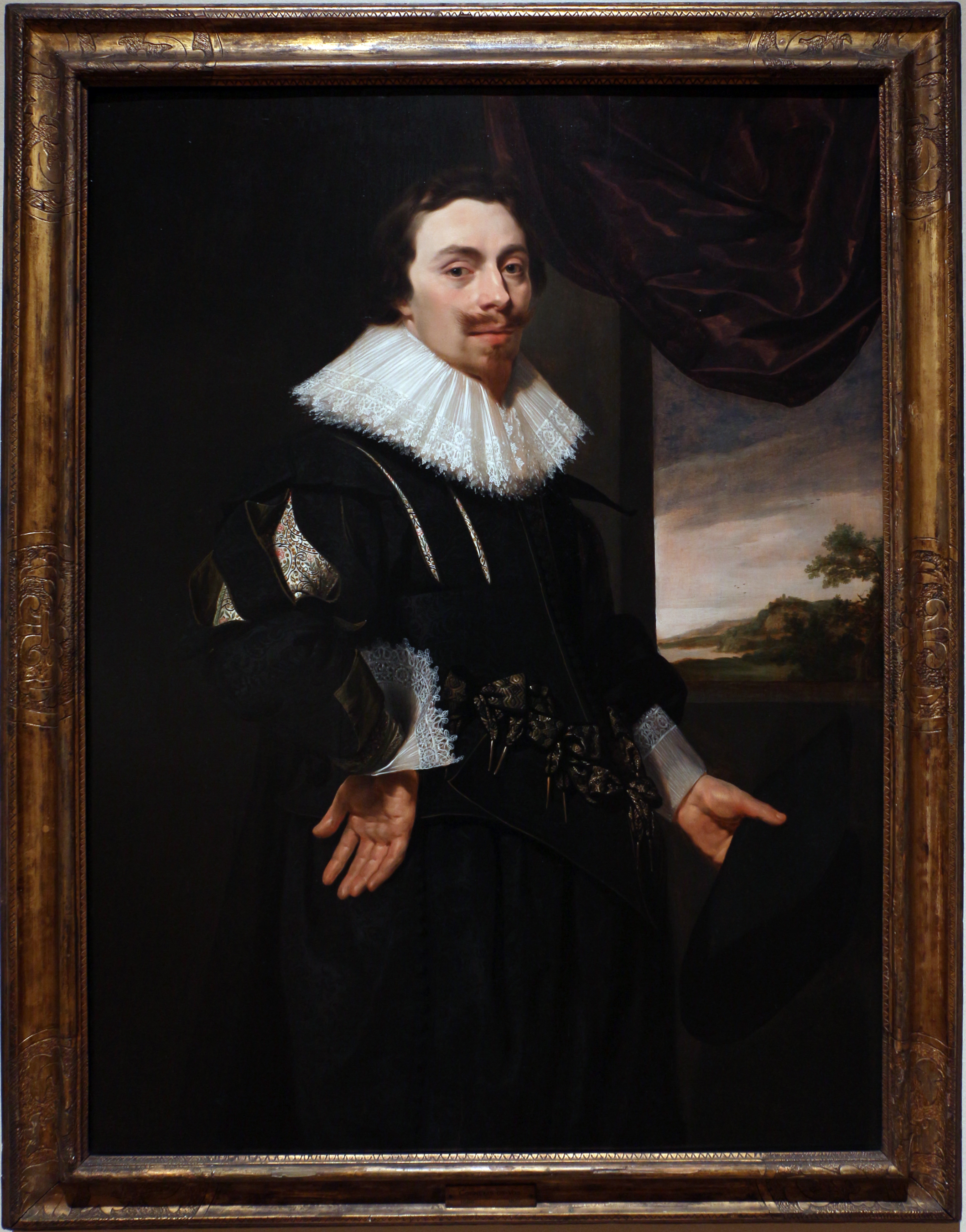
Alexander van der Capellen (von Pieter Claesz. Soutman, 1626)

Alexander van der Capellen (* Ende des 16. Jahrhunderts; † 8. Juli 1656 in Dordrecht) aus dem Adelsgeschlecht derer von der Capellen war ein niederländischer Politiker. Er war Herr von Boedelhof und Mervelt sowie durch Heirat auch Herr von Aartsbergen.

## Leben
Alexander van der Capellen entstammte einer angesehenen alten, seit der Mitte des 14. Jahrhunderts in der Grafschaft Zutphen ansässigen Familie. Er war der Sohn von Gerlach van der Capellen van Rysselt und von Margareta Schimmelpenninck van der Oye. An der Universität Leiden studierte er Geschichte und  Rechtswissenschaften und machte zudem in seiner Freizeit beim Erlernen der arabischen Sprache rasche Fortschritte, wie Gerhard Johannes Vossius in seiner 1624 in Leiden gehaltenen Grabrede auf Thomas Erpenius, dem Lehrer Alexander van der Capellens, lobend erwähnte.
Nach dem Abschluss seiner Studien bereiste Alexander van der Capellen verschiedene ausländische Gebiete; so lebte er insbesondere mehrere Jahre in Frankreich. 1620 kehrte er in seine Heimat zurück. Vier Jahre später, 1624, wurde er in die Ritterschaft der Grafschaft Zutphen aufgenommen, danach u. a. Abgeordneter der Rechnungskammer und Richter im Bezirk Doesburg. Als er sich 1626 mit Emilia van Zuylen van Nyevelt vermählte, brachte diese ihm die Herrschaft Aartsbergen als Mitgift in die Ehe ein.
Seit 1635 war Alexander van der Capellen Berater von Friedrich Heinrich, dem Statthalter der Vereinigten Niederlande, und ein enger Freund von dessen Sohn Wilhelm II., dessen Handlungen er dennoch bisweilen freimütig kritisierte. Als die Stände der Provinz Holland 1650 beschlossen, ihre Truppen zu reduzieren und sich daraufhin Wilhelm II. und die anderen niederländischen Provinzen dieser Maßnahme entschieden entgegenstellten, stand Alexander van der Capellen ganz auf der Seite des Statthalters und ermahnte die Holländer in insbesondere an Dordrecht, aber auch andere Städte gerichteten Manifesten, sich wieder der Führung Wilhelms unterzuordnen. Jan Wagenaar und andere frühe niederländische Historiker haben ihn beschuldigt, dass er ein völlig gehorsamer Parteigänger Wilhelms gewesen sei und diesem auch manch verderblichen Rat eingegeben habe. So wäre er angeblich der Hauptinitiator zur Verhaftung von widerstrebenden Mitgliedern der holländischen Stände und des Gewaltstreichs des Statthalters gegen Amsterdam gewesen. Diese Vorwürfe widerlegte er teilweise in seinen von 1621 bis 1654 reichenden, von seinem Nachkommen Robert Jasper van der Capellen 1777–1778 veröffentlichten Memoiren, die ihn als einen zwar loyal zum Haus Oranien stehenden, aber auch sehr gemäßigten und friedliebenden Mann darstellen. Seine durchwegs glaubwürdigen Denkwürdigkeiten werfen auch ein interessantes Licht auf jene Epoche der niederländischen Geschichte, in der sich die protestantische Republik erfolgreich des letzten Ansturms der spanischen Habsburger erwehrte. Nach Wilhelms Tod (1650) verlor Alexander van der Capellen seinen politischen Einfluss und starb 1656 in Dordrecht.